# Hansjörg Nessensohn
Hansjörg Nessensohn (* 25. September 1976 in Tettnang) ist ein deutscher Schriftsteller und Drehbuchautor.

## Leben
Hansjörg Nessensohn wuchs in Meckenbeuren am Bodensee auf. Nach Abitur und Zivildienst studierte er Medienwissenschaft an der Technischen Universität Ilmenau. Ein Praktikum bei der TV-Serie Verbotene Liebe machte die wissenschaftlichen Ambitionen jedoch zunichte. Seit 2004 arbeitet Nessensohn als Texter, Autor und Drehbuchautor für unterschiedliche Firmen und Formate – u. a. für Hubert ohne Staller.
2019 erschien sein Jugendbuchdebüt „Und dieses verdammte Leben geht einfach weiter“.
Sowohl für sein Debüt als auch für seinen zweiten Roman „Delete me – Deine Geheimnisse leben weiter“ erhielt er von der Film- und Medienstiftung NRW eine Drehbuchförderung. Ebendieser Roman war auch für den Glauser-Preis in der Kategorie Jugendkrimi 2021 nominiert.
Hansjörg Nessensohn lebt in Köln.

## Werke
- Und dieses verdammte Leben geht einfach weiter. Ueberreuter Verlag, Berlin 2019, ISBN 978-3-7641-7092-9
- Delete Me – Deine Geheimnisse leben weiter. Ueberreuter Verlag, Berlin 2020, ISBN 978-3-7641-7098-1
- Mut. Machen. Liebe. Ueberreuter Verlag, Berlin 2021, ISBN 978-3-7641-7119-3